# Granic (fill d'Oceà)
Segons la mitologia grega, Granic (en grec antic Γρανικός), va ser un déu fluvial, fill d'Oceà i de Tetis, i germà de les Oceànides.
Va ser el pare de la nimfa Alexírroe.
Correspon al riu frigi Grànic que passa prop de Troia.
Un altre Granic (o potser el mateix) és el fundador de la ciutat frígia d'Adramite, prop de Troia. Amb l'arribada d'Hèracles a Frígia, Grànic li va oferir la seva filla Tebe per tal que s'hi casés. L'heroi, en honor de la jove, va fundar la ciutat de Tebe, a Mísia.